# Беловский, Алексей Петрович
Алексей Петрович Беловский (1876, Кострома — 19??) — русский военачальник. Генерал-майор. Участник Первой мировой и Гражданской войн. Участник Белого движения в Сибири.

## Происхождение, образование и довоенная служба
Происходил из дворян Костромской губернии.
Окончил Виленское пехотное юнкерское училище (1897) и Николаевскую академию Генерального штаба (1906).
С 1908 года служил по Генеральному штабу.

## Участие в Первой мировой войне
Командовал 6-м Сибирским стрелковым полком с 16 июня 1916 года. Служил в 1916 году начальником штаба 14-го армейского корпуса генерала барона Будберга.
Был произведен в полковники.

## Участие в Гражданской войне
С сентября 1918 года по июль 1919 года служил начальником штаба Приамурского военного округа.
С 1 июля по 19 октября 1919 года — начальник канцелярии и помощник управляющего военным министерством Российского правительства.
С октября 1919 по январь 1920 года — генерал для поручений при начальнике штаба Восточного фронта Русской армии.
6 января 1920 года  захвачен в плен с чинами штаба 270-м Белорецким советским полком в районе Красноярска. 06.02.1920 был арестован Омской губЧК. Обвинялся за службу в армии адм. Колчака. Освобожден за отсутствием состава преступления (?) 22.12.1920 (т.е. уже после поступления в РККА?). 
Был привлечен на службу в Красную армию. Начальник мобилизационного отделения ШтаСиба (с 18.06.1920). Начальник мобилизационного отдела ШтаСиба (05.04.1921). Помощник начальника мобилизационного управления ШтаСиба. Начальник подготовки войск ШтаСиба (27.09.1921-14.01.1922). Помощник начальника повторных курсов Сибири (14.01-28.11.1922). С 28.11.1922 начальник штаба 1-й Забайкальской стр. дивизии. 

### Арест и лагерь
На 1938 проживал во Владивостоке. Работал в тресте Дальлес. Арестован 25.07.1938. Осужден Особым совещанием НКВД СССР по ст. 58-4, 58-11 к 5 годам ИТЛ (21.02.1940). 
Реабилитирован 25.05.1957 постановлением Президиума Приморского краевого суда.

## Награды
Ордена Св. Станислава 3-й ст. (1906); Св. Анны 3-й ст. (06.12.1909); Св. Станислава 2-й ст. (06.12.1912); Св. Анны 2-й ст. (ВП 06.12.1914); Св. Владимира 4-й ст. (ВП 18.07.1915); мечи и бант к ордену Св. Владимира 4-й ст. (ВП 19.09.1915); Св. Владимира 3-й ст. с мечами (ВП 25.12.1915); Георгиевское оружие (ВП 07.11.1916).